# Charlie i fabryka czekolady

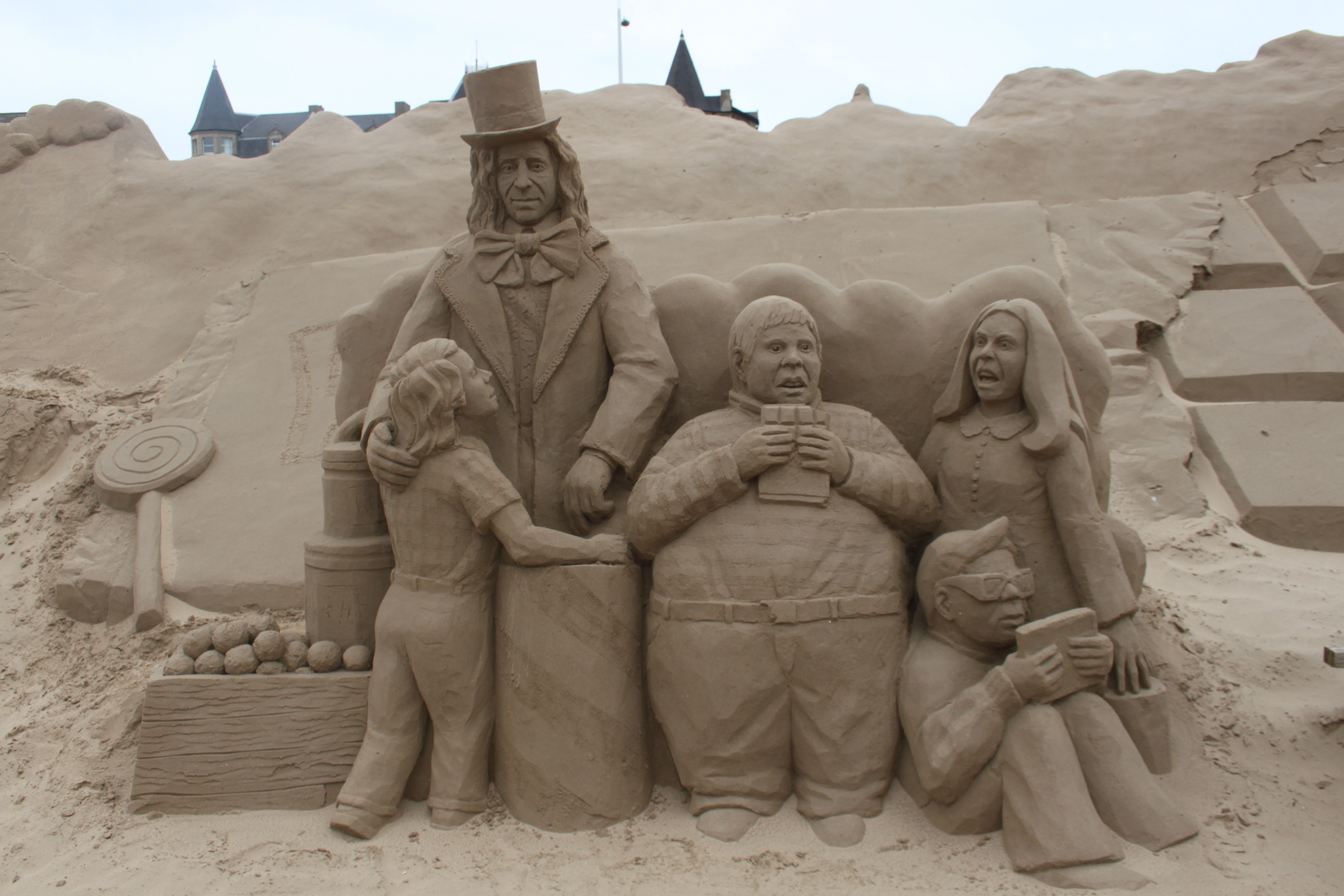
Rzeźba z piasku przedstawiająca bohaterów powieści w Weston-super-Mare w Wielkiej Brytanii (2014)

Charlie i fabryka czekolady (ang. Charlie and the Chocolate Factory) – powieść fantasy dla dzieci i młodzieży autorstwa Roalda Dahla wydana w 1964 roku w Wielkiej Brytanii.

## Fabuła
Głównym bohaterem jest Charlie Bucket, chłopiec, który mieszka wraz z rodziną w małym domku na przedmieściach dużego miasta. Charlie najbardziej ze wszystkiego pragnie czekolady, jednak ze względów finansowych może sobie na nią pozwolić tylko raz w roku. Fabryka Wonki – największa fabryka czekolady na świecie – stoi w pobliżu jego domu. Jej właścicielem jest Willy Wonka. Pewnego dnia Wonka umieszcza w gazecie ogłoszenie, że pokaże swoją fabrykę pięciorgu dzieciom, które znajdą w czekoladach Złote Kupony – swego rodzaju bilety wstępu do fabryki. Szczęśliwym zbiegiem okoliczności jeden trafia się Charliemu. Chłopiec nawet nie przypuszcza, co zobaczy w fabryce.

## Bohaterowie
- Charlie Bucket (Karol Szaflik[a]) – optymista znajdujący inteligentne sposoby rozwiązywania problemów. Ubóstwia czekoladę, która jest dla niego bardzo cenna, ponieważ ma okazję ją skosztować tylko raz do roku, w swoje urodziny. Ze względu na to, że jego rodziców nie stać na inne jedzenie poza chlebem z margaryną i kapustą, chodzi wygłodniały i zmarznięty. Znalazł Złoty Kupon do fabryki czekolady Williego Wonki jako ostatni.
- Willy Wonka (Willy Wonka) – sympatyczny, lecz nieco ekscentryczny cukiernik, który zaprasza piątkę dzieci na wycieczkę po swojej fabryce. Zamiast zwyczajnych słodyczy tworzy w niej prawdziwe cuda, np. niekończące się cukierki, gumę o smaku trzech dań obiadowych i czekoladę telewizyjną.
- Dziadek Joe (dziadek Józio) – dziadek Charliego, ojciec pana Bucketa. Najstarszy z czwórki staruszków. Pomimo wieku (96 lat) towarzyszył Charliemu w wycieczce. Jest bardzo sympatyczny.
- Babcia Josefine (babcia Józefina) – babcia Charliego, matka pana Bucketa. Lubiła z babcią Georginą komentować zachowanie pozostałych znalazców kuponów.
- Dziadek George (dziadek Ernest) – dziadek Charliego, ojciec pani Bucket.
- Babcia Georgina (babcia Ernestyna) – babcia Charliego, matka pani Bucket. Z pewnością najsłabsza zdrowotnie z czwórki staruszków. Lubiła komentować z babcią Josefine zachowanie pozostałych znalazców kuponów.
- Pani Bucket (pani Szaflik)  – matka Charliego, z powodu panującej w jej domu biedy przyrządza rodzinie dania złożone z chleba z margaryną i kapusty, jedynego pożywienia, na jakie ich stać, lecz bardzo kocha swoją rodzinę, a zwłaszcza Charliego.
- Pan Bucket (pan Szaflik) – ojciec Charliego. Pracował w fabryce pasty do zębów, gdzie nakładał nakrętki do czasu, kiedy fabryka splajtowała i została zamknięta. Potem zarabiał, zgarniając śnieg z chodnika. Na końcu znalazł pracę jako pomocnik pana Wonki.
- Violet Beauregarde (Jagoda Beauregarde) – dziewczynka ciągle żująca gumę, próbuje pobić rekord w długości żucia jednego kawałka. Znalazła kupon jako trzecia. Zwiedzanie fabryki zakończyła jako druga – w gabinecie wynalazków, kiedy żuła gumę o smaku trzydaniowego obiadu i zmieniła się w ogromną borówkę.
- Veruca Salt (Weruka Solony) – rozpieszczona dziewczynka, jej tata zajmuje się produkcją orzeszków ziemnych. Kupon "znalazła" jako druga, ponieważ pan Salt kazał robotnicom w swojej fabryce rozwijać z papierów 500 tysięcy czekolad Wonki i kupon po czterech dniach rozwijania znalazła jedna z nich. Veruca zakończyła zwiedzanie jako trzecia – w orzecharni, kiedy pan Wonka odmówił jej sprzedania wiewiórki. Dziewczynka chciała ją zabrać siłą, niestety wiewiórki skoczyły na nią i wrzuciły do zsypu na śmieci.
- Augustus Gloop (August Smalec) – otyły chłopiec, który uwielbia czekoladę. Kupon znalazł jako pierwszy, co jego miasto obchodziło bardzo hucznie. Zwiedzanie też zakończył na tej samej pozycji – nad czekoladową rzeką, do której wpadł i wyciągnęła go stamtąd rura do hali produkcji truskawkowych krówek w czekoladowej polewie.
- Mike Teavee (Michał T. Elewic) – chłopiec non-stop oglądający telewizję. Kupon znalazł i zwiedzanie zakończył jako czwarty – w sali czekolady telewizyjnej, gdzie silne promieniowanie przeteleportowało go na ekran i przeniosło z powrotem do hali sto razy mniejszego.
- Umpa-Lumpasi (Umpa-Lumpa)  – małe stworzonka, pracownicy Wonki. Bardzo lubią piosenki i żarty. Pochodzą z Lumpalandii. Zanim pan Wonka zabrał ich do fabryki, nadał dwóm najwierniejszym imiona: Felix i Domino. Mówili po umpa-lumpasku i żywili się zielonymi gąsienicami, których nie lubili.

## Polskie tłumaczenia
- Karol i fabryka czekolady, tłum. Tomasz Wyżyński, ViK, 1998
- Charlie i fabryka czekolady, tłum. Jerzy Łoziński, Zysk i S-ka, 2005
- Charlie i fabryka czekolady, tłum. Magdalena Heydel, Znak emotikon, 2015
- Charlie i fabryka czekolady, tłum. Michał Rusinek, Trefl Books, 2021

## Ekranizacje
- Powieść została dwukrotnie zekranizowana: 
  - w 1971 r. pt. Willy Wonka i fabryka czekolady
  - w 2005 r. pt. Charlie i fabryka czekolady.
- Parodią jest odc. 22a pt. Skandal w mieście Jerky’ego serialu Johnny Bravo. Tytułowy bohater trafia do fabryki suszonego mięsa Jerky'ego, którego sposób bycia i organizacja fabryki są bardzo podobne do Wonki. Także motywy, dla których go zaprosił.
- Parodią jest odc. 13. pt. Fry i fabryka Slurmu serialu Futurama. Rolę biletu pełni złoty kapsel, a czekolady napój o nazwie Slurm. Fabryka jest wiernie odtworzoną fabryką Wonki, ale motywy jest istnienia okazały się niewyobrażalne.
- Film Wielkie kino z 2007 roku jest m.in. parodią ekranizacji z 2005 roku. Tutaj ważnym składnikiem słodyczy są ludzkie organy.
- Film Wonka, którego premiera miała miejsce w grudniu 2023 roku, jest prequelem do dotychczasowej opowieści, w którym przedstawione zostały wcześniejsze wydarzenia z życia Willy’ego Wonki[2].